# دانشگاه ارتورو میسلینا
دانشگاه ارتورو میسلینا (به اسپانیایی: Universidad Arturo Michelena) یک دانشگاه در ونزوئلا است که در والنسیا، کارابوبو واقع شده‌است.